# Filtro famiglia

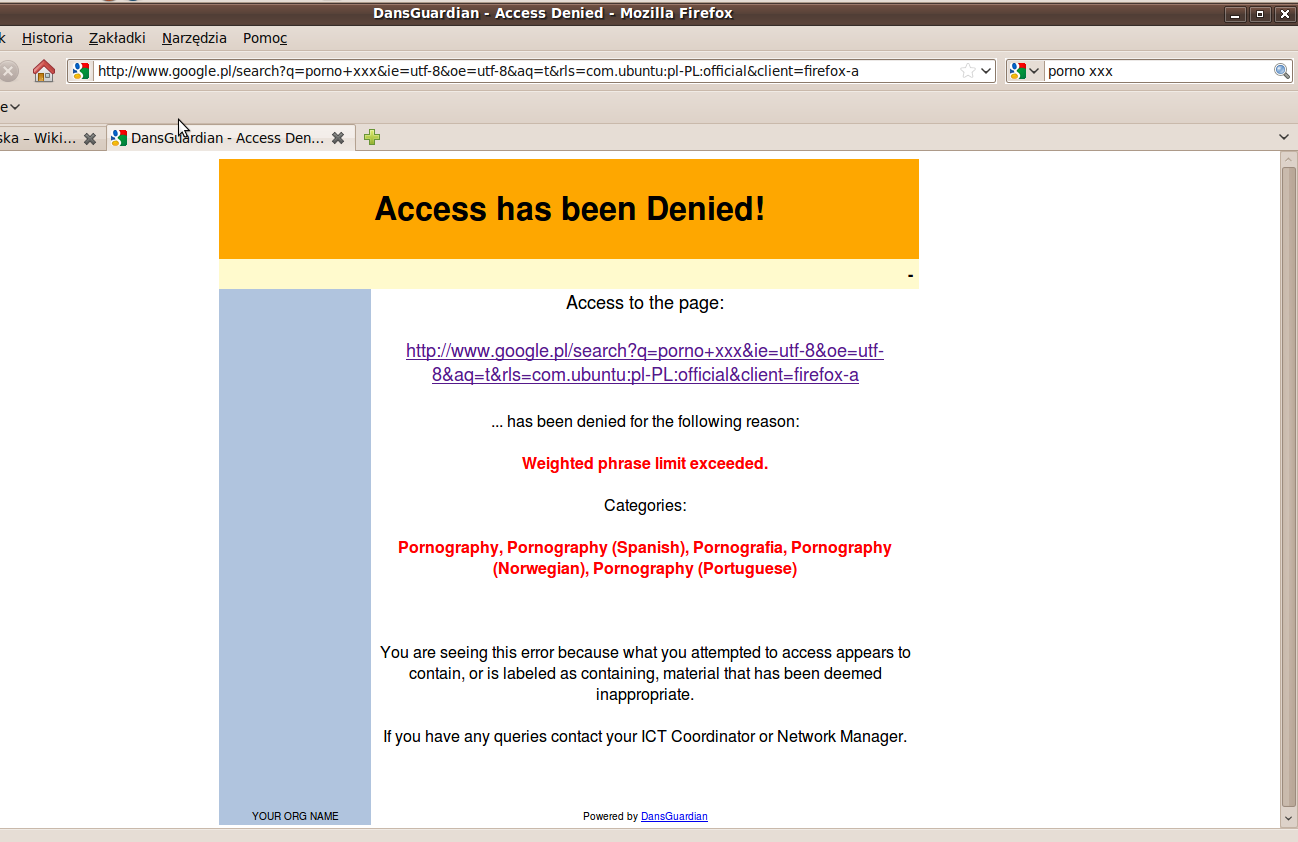
DansGuardian software - STOP pornography

Il filtro famiglia o controllo parentale è un software o un servizio in grado di selezionare pagine su Internet in base ad alcuni criteri. Corrisponde al concetto inglese di parental control (letteralmente «controllo genitoriale», spesso tradotto erroneamente con "controllo parentale") e permette di evitare l'esposizione dei bambini a contenuti considerati pericolosi e violenti, soprattutto a questo tipo di pubblico. Questi sistemi sono adoperati anche da molte aziende per limitare l'accesso dei propri dipendenti a siti non funzionali all'attività professionale (scommesse, pornografia, giochi, ecc.).
Il filtro famiglia ha generalmente un approccio di blocco di ciò che è considerato non opportuno. Esiste un'alternativa che consiste nell'accettare solo ciò che è positivo. Il filtro quindi non lascia passare nulla che non sia in un elenco di siti approvati dal genitore. È il concetto di "biblioteca di casa" o walled garden (giardino recintato).
I servizi di navigazione differenziata permettendo la distinzione tra adulto e minore all'atto della connessione ad Internet, consentono al minore di navigare in sicurezza poiché viene attivata una serie di filtri dinamici (analisi semantica, parental control, limitazione dei tempi di connessione,...) gestibile dai genitori. Questa tipologia di servizio, a differenza dei wall garden o blacklist (che sono statici) non necessita di un continuo aggiornamento ed inoltre può a sua volta includere elenchi di siti vietati scelti dai genitori.
In Italia, a seguito delle leggi 13 novembre 2023, n. 159 di conversione in legge del D.L. 15 settembre 2023, n. 123, del Decreto legge 30.04.2020, n. 28 e della delibera AGCOM 9/23/CONS, sono stati resi attivi, sulle sim card intestate a minori di anni 18, filtri alla navigazione che per il tramite di blocco dns, inibiscono l'accesso a categorie di siti considerati non appropriati per la minore età dei soggetti intestatari.

## Tipologie di filtri famiglia

### Programma installato sul proprio PC
È un software, generalmente a pagamento, da installare sul proprio PC e da configurare opportunamente per consentire l'accesso o per proibirlo a determinate categorie di siti. La maggior parte dei programmi disponibili effettuano una valutazione "al volo" dei contenuti delle pagine visitate, classificandole, in base alle parole trovate, come scommesse, giochi, notizie, pornografia, violenza, razzismo, ecc. Alcuni programmi si basano esclusivamente su una lista di siti "negativi" costantemente aggiornata.
Alcuni sistemi operativi, come MacOS, Windows Vista e alcune distribuzioni Linux integrano un filtro famiglia.
Nei computer venduti nella Cina é necessario avere installato il Green Dam Youth Escort.

### Sistema di protezione fornito dall'ISP
Il fornitore di accesso a Internet (ISP), direttamente o tramite un partner commerciale, dà la possibilità di attivare un controllo (effettuato remotamente) di adeguatezza delle pagine richieste per i bambini.

### DNS
È possibile utilizzare due indirizzi server DNS alternativi a quelli forniti dal proprio ISP i quali impediscono l'accesso a contenuti inopportuni.
Un noto servizio gratuito di questo tipo è il FamilyShield di OpenDNS che si attiva semplicemente impostando i seguenti server DNS sulla propria connessione Internet:

```
   208.67.222.123
   208.67.220.123
```

Altri Sistemi di Filtraggio basato su DNS sono:

Italiani - CleanWeb e FoolDNS
Internazionali- Norton ConnectSafe e Comodo Secure DNS

### Criticità
Un filtro familiare basato su soli dns,come quelli usualmente adottati da molti operatori isp a livello mondiale, risultano facilmente eludibili modificando i server dns stessi, sia tramite i settaggi nelle impostazioni di rete, sia tramite l'installazione di applicazioni su dispositivi fissi e mobili quali ad esempio Dnscrypt per windows, 1.1.1.1 warp fornito da Cloudflare,disponibile anche per ios e android, Dnscloak per ios,sia settando la voce dns sicuri o crittografati,che abilita il dns over https sui browser quali google chrome,bing,firefox e altri,l'uso del dns sicuro, che usualmente utilizza la porta 443, aggira il dns operatore su porta 53. Il filtro familiare basato su dns, viene altresi eluso tramite settaggio del dns sicuro su sistema operativo android,voce rinvenibile tra le impostazioni. Per sistema operativo ios, è necessario installare un profilo dns over https o dns over tls,digitalmente firmato o meno. Anche le Vpn eludono il controllo parentale basato su dns. Per questi motivi, risulta preferenziale l'installazione di un software sui dispositivi da sottoporre a controllo parentale, che tramite filtraggio basato su parole chiave o specifiche api messe a disposizione dal produttore, risultano difficilmente aggirabili da semplici installazioni di app e software o da settaggi di rete,che il software di controllo parentale contrasterebbe.

### Browser dedicati
Invece di utilizzare i browser tradizionali, se ne installa uno dedicato ai bambini, con un'interfaccia più adatta a loro e soprattutto con l'accesso ristretto a un insieme di siti. Può ovviamente essere inibito l'accesso al browser standard per evitare di aggirare la protezione.